# Heinz Müller (football)
Pour les articles homonymes, voir Heinz Müller et Müller.
Heinz Müller est un footballeur allemand né le 30 mai 1978 à Francfort en Allemagne. Il évolue actuellement comme gardien de but.

## Carrière
- ....-1997 :  FSV Francfort
- 1997-2000 :  Hanovre 96
- 2000-2002 :  Arminia Bielefeld
- 2002-2003 :  FC Sankt Pauli
- 2003-2004 :  Jahn Regensburg
- 2004  :  ODD Grenland
- 2005-2007 :  Lillestrøm SK
- 2007-2009 :  Barnsley FC
- 2009-2014 :   FSV Mayence 05[2],[3]

## Palmarès
- Lillestrøm SK
  - Vainqueur de la Coupe de Norvège : 2007